# Klaus Möller (Politiker, 1811)
Klaus Möller (* 24. November 1811 in Schönstein im Schwalm-Eder-Kreis; † 13. Juni 1873 ebenda) war ein deutscher Bürgermeister und Mitglied der Zweiten Kammer der kurhessischen Ständeversammlung.

## Leben
Klaus Möller wurde in seinem Heimatort zum Bürgermeister gewählt und erhielt in dieser Funktion im Jahre 1860 ein Mandat für die Zweite Kammer der kurhessischen Ständeversammlung. Er blieb bis 1861 in dem Parlament, das nach den Unruhen im Jahre 1830 zum Zweck der Beratung und Verabschiedung einer Verfassung gebildet wurde. Es hatte bis 1866 Bestand, als das Land Hessen von Preußen annektiert wurde. 